# Anil K. Jain

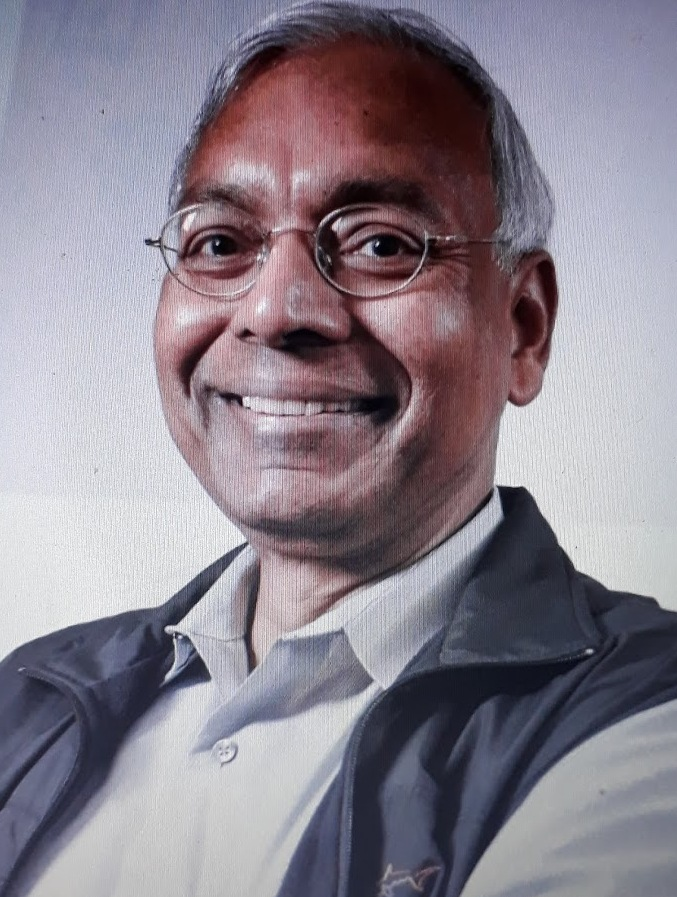
Anil K. Jain, 2020

Anil Kumar Jain (* 21. Januar 1946 in Indien)  ist ein indisch-US-amerikanischer Informatiker.
Jain studierte am Indian Institute of Technology in Kanpur mit dem Bachelor-Abschluss 1969 und an der Ohio State University mit dem Master-Abschluss 1970 und der Promotion 1973. 1972 wurde er Assistant Professor an der Wayne State University und 1974 Assistant Professor, 1977 Associate Professor und 1982 Professor an der Michigan State University, an der er 1992 University Distinguished Professor wurde und 1995 bis 1999 der Fakultät für Informatik und Elektrotechnik vorstand.
Er befasst sich mit Mustererkennung, Computer-Sehen und Biometrie (u. a. Gesichtserkennung, Fingerabdrücke mit mehreren Patenten).
2007 erhielt er den W. Wallace McDowell Award. Er ist Fellow der American Association for the Advancement of Science, der IEEE und der Association for Computing Machinery. 2016 wurde er in die National Academy of Engineering gewählt. Für 2024 wurde er mit dem BBVA Foundation Frontiers of Knowledge Award ausgezeichnet.
1991 bis 1994 war er Herausgeber der IEEE Transactions on Pattern Analysis and Machine Intelligence. 2020 war er nach guide2research der meistzitierte Informatiker.

## Schriften
- Biometric authentication, in Scholarpedia
- mit Arun Ross, Karthik Nandakumar Introduction to Biometrics, Springer Verlag, Berlin 2011, ISBN 978-0-387-77326-1.
- Herausgeber mit P. J. Flynn, A. Ross Handbook of biometrics, Springer Verlag, Berlin 2007, ISBN 978-0-387-71041-9.
- Herausgeber mit S. Z. Li Handbook of Face Recognition, Springer Verlag, Berlin 2005, 2. Auflage 2011, ISBN 978-0-85729-931-4.
- Herausgeber mit A. Ross, K. Nandakumar Handbook of Multibiometrics, Springer Verlag, Berlin 2005, ISBN 978-0-387-33123-2.
- Herausgeber mit J. Wayman, D. Maltoni, D. Maio Biometric systems: technology, design and performance evaluation, Springer Verlag, Berlin 2005, ISBN 978-1-84996-886-7.
- Herausgeber mit Maltoni, Maio, S. Prabhakar Handbook of Fingerprint Recognition, 2. Auflage, Springer Verlag, Berlin 2009, ISBN 978-1-84882-253-5.
- Herausgeber mit Rama Chellappa Markov Random Fields, Academic Press, Massachusetts 1993, ISBN 978-0-12-170608-1.
- Data Clustering: A Review, ACM Computing Surveys, 1999